# Sechsecksatz von Catalan

Sechsecksatz von Catalan

Der Sechsecksatz von Catalan  ist ein Lehrsatz der Elementargeometrie, welcher folgendes besagt:
In einem  Sechseck der euklidischen Ebene mit Eckpunkten {\displaystyle A,B,C,D,E,F}, dessen drei Diagonalen von gleicher Länge und dessen gegenüberliegende Seiten jeweils parallel sind, welches also  {\displaystyle {\overline {AD}}={\overline {BE}}={\overline {CF}}}  sowie {\displaystyle {AB}\parallel {DE}} bzw. {\displaystyle {BC}\parallel {EF}} bzw. {\displaystyle {CD}\parallel {FA}} erfüllt, liegen die Eckpunkte {\displaystyle A,B,C,D,E,F} stets auf einem Kreis.
Er ist nach Eugène Charles Catalan benannt.